# Бустонкала
Бустонкала (тадж. Бӯстонқалъа) — посёлок городского типа в Хатлонской области Таджикистана, входит в Кушониёнский район.
Статус посёлка городского типа с 1971 года.

## Население
| 1979 | 1989 | 2013 | 2015 | 2019 | 2020 | 2021 | 2022 |
| ---- | ---- | ---- | ---- | ---- | ---- | ---- | ---- |
| 1773 | 2182 | 3200 | 4300 | 4700 | 4900 | 4600 | 4900 |